# Poggiomarino
Poggiomarino es un municipio italiano localizado en la ciudad metropolitana de Nápoles, región de Campania. Cuenta con 21.353 habitantes en 13,28 km².
El territorio municipal contiene las frazioni (subdivisiones) de Flocco y Fornillo. Limita con los municipios de Boscoreale, Palma Campania, San Giuseppe Vesuviano, Striano y Terzigno, en la ciudad metropolitana de Nápoles, y con San Valentino Torio y Scafati, en la provincia de Salerno.

## Evolución demográfica
| Gráfica de evolución demográfica de Poggiomarino entre 1861 y 2011 |
|                                                                    |
| Fuente ISTAT - elaboración gráfica de Wikipedia                    |